# Mosquiter de Hume
El mosquiter de Hume (Phylloscopus humei) és una espècie d'ocell de la família dels fil·loscòpids (Phylloscopidae). Habita en Àsia central, des del Massís de l'Altai cap al sud per Turkmenistan, el Kazakhstan, nord-est de l'Afganistan, el Nepal, nord de l'Índia i Bangladesh. El seu estat de conservació es considera de risc mínim.
El novembre del 2015 es va veure, a Montjuïc (Barcelona), el moquiter de Hume per primera vegada a Catalunya.